# Поликлональные антитела
Поликлональные антитела — антитела, образующиеся в сыворотке крови в разных клонах B-лимфоцитов и связываются с различными антигенными детерминантами (эпитопами) молекулы-мишени (антигена).
Смесь антител, выделенную из сыворотки крови, называют поликлональным препаратом. Поликлональные антитела ранее широко использовались в иммунодиагностике, для их получения использовались иммунизированные животные (обычно кролики). Кролики используются потому что: во-первых, этих животных легко содержать, во-вторых, у человека относительно редко образуются антитела против белков кролика по сравнению с другими видами, такими как козы. Так же, антитела кролика преципитируют белки человека в широком диапазоне избыточного количества как антигена, так и антитела. Богатый селекционный опыт  для достижения оптимального иммунного ответа привел к тому, что чаще всего для продукции поликлональных антител используется новозеландская порода кроликов-альбиносов. В ответ на иммунизацию антигеном (также известным как иммуноген) в дозировке от 10 мкг до 200 мкг, у кроликов  образуются поликлональные антитела. Как правило, она выполняется внутрикожно или подкожно, но может быть выполнена в подушечку стопы, мышцу или брюшную полость. Антиген может быть приготовлен с адъювантом, который может усилить иммунный ответ (таким как полный или неполный адъювант Freund), или без него. Для менее иммуногенных белков или пептидов иммуноген может также быть соединен с белком-носителем, таким как гемоцианин лимфы улитки (KLH), бычий сывороточный альбумин (BSA), яичный альбумин (OVA) и очищенный белковый дериват туберкулина (PPD). Иммунизация длится от 3 до 8 месяцев, при этом животному обычно проводятся бустер-инъекции иммуногена один раз в две недели. У кроликов кровь забирают из уха, у более крупных животны из яремной вены или из сердца после умерщвления животного. Удаляя клетки из крови с помощью центрифугирования, приготавливается сыворотка, при этом раствор поликлональных антител может быть использован в форме стабилизированной антисыворотки или дополнительно очищен.  Иммуноглобулин очищаетсяот  других сывороточных белков путем фракционирования сульфатомаммония и ионообменной хроматографии, очистки белком А или G или выделением методом аффинной хроматогра.
Использование поликлональных антител имеет два недостатка, существенных для некоторых методов диагностики: 
- содержание отдельных антител в поликлональном препарате может варьировать от одной партии к другой;
- поликлональные антитела нельзя применять, если необходимо различить две подобные мишени, например, когда патогенная (мишень) и непатогенная (не-мишень) формы различаются единственной детерминантой.

На смену поликлональным были разработаны препараты антител, специфичные к одной определённой антигенной детерминанте, то есть препараты моноклональных антител. Однако поликлональные антитела сохраняют некоторое использование в иммунодиагностике и лабораторных исследованиях — прежде всего из-за низкой стоимости их получения.